# Limmared
Limmared – miejscowość (tätort) w Szwecji, w regionie administracyjnym (län) Västra Götaland, w gminie Tranemo.
Według danych Szwedzkiego Urzędu Statystycznego liczba ludności wyniosła: 1434 (31 grudnia 2015), 1507 (31 grudnia 2018) i 1512 (31 grudnia 2019).
W miejscowości jest stacja kolejowa Limmared.